# Blanchard (Oklahoma)
Blanchard is een plaats (city) in de Amerikaanse staat Oklahoma, en valt bestuurlijk gezien onder Grady County en McClain County.

## Demografie
Bij de volkstelling in 2000 werd het aantal inwoners vastgesteld op 2816.
In 2006 is het aantal inwoners door het United States Census Bureau geschat op 6145, een stijging van 3329 (118,2%).

## Geografie
Volgens het United States Census Bureau beslaat de plaats een oppervlakte van
28,8 km², geheel bestaande uit land. Blanchard ligt op ongeveer 387 m boven zeeniveau.

## Plaatsen in de nabije omgeving
De onderstaande figuur toont nabijgelegen plaatsen in een straal van 20 km rond Blanchard.